# Rheocyclops carolinianus
Rheocyclops carolinianus är en kräftdjursart som beskrevs av J. W. Reid in Reid, Strayer, McArthur, Stibbe och Lewis 1999. Rheocyclops carolinianus ingår i släktet Rheocyclops och familjen Cyclopidae. Inga underarter finns listade i Catalogue of Life.